# Моравія (селище, Нью-Йорк)
Моравія (англ. Moravia) — селище (англ. village) в США, в окрузі Каюга штату Нью-Йорк. Населення — 1224 особи (2020).

## Географія
Моравія розташована за координатами 42°42′44″ пн. ш. 76°25′20″ зх. д. / 42.71222° пн. ш. 76.42222° зх. д. (42.712181, -76.422206).  За даними Бюро перепису населення США в 2010 році селище мало площу 4,47 км², з яких 4,41 км² — суходіл та 0,06 км² — водойми.

## Демографія
Згідно з переписом 2010 року, у селищі мешкали 1282 особи в 531 домогосподарстві у складі 316 родин. Густота населення становила 287 осіб/км².  Було 595 помешкань (133/км²).
Расовий склад населення:
| - 97,8 % — білих - 0,5 % — чорних або афроамериканців - 0,3 % — корінних американців - 0,1 % — вихідців з тихоокеанських островів |

До двох чи більше рас належало 0,5 %. Частка іспаномовних становила 1,1 % від усіх жителів.
За віковим діапазоном населення розподілялося таким чином: 21,2 % — особи молодші 18 років, 59,0 % — особи у віці 18—64 років, 19,8 % — особи у віці 65 років та старші. Медіана віку мешканця становила 42,6 року. На 100 осіб жіночої статі у селищі припадало 92,8 чоловіків;  на 100 жінок у віці від 18 років та старших — 86,7 чоловіків також старших 18 років.
Середній дохід на одне домашнє господарство  становив 56 820 доларів США (медіана — 51 700), а середній дохід на одну сім'ю — 69 342 долари (медіана — 65 398). Медіана доходів становила 51 223 долари для чоловіків та 36 042 долари для жінок. За межею бідності перебувало 8,9 % осіб, у тому числі 7,9 % дітей у віці до 18 років та 11,3 % осіб у віці 65 років та старших.
Цивільне працевлаштоване населення становило 719 осіб. Основні галузі зайнятості: освіта, охорона здоров'я та соціальна допомога — 26,8 %, виробництво — 17,8 %, мистецтво, розваги та відпочинок — 11,7 %, роздрібна торгівля — 11,5 %.